# Премия Гленна Гульда
Премия Гленна Гульда (англ. Glenn Gould Prize) — международная премия, вручающаяся раз в два года (до 2011 — раз в три года) за выдающийся вклад в развитие музыки в память о великом канадском пианисте Гленне Гульде.
Лауреаты премии получают бронзовую статуэтку Гленна Гульда и 100 000 канадских долларов. Им также предоставляется право назвать своего протеже — более молодого музыканта, который также получает премию от города Торонто.

## Лауреаты
- 1987 Рэймонд Мюррей Шафер
- 1990 Иегуди Менухин
- 1993 Оскар Питерсон
- 1996 Тору Такэмицу
- 1999 Йо-Йо-Ма
- 2002 Пьер Булез
- 2005 Андре Превин
- 2008 Хосе Антонио Абреу[англ.]
- 2011 Леонард Коэн
- 2013 Лепаж, Робер
- 2015 Гласс, Филип
- 2018 Норман, Джесси
- 2020 Обомсавин, Аланис[1]
- 2022 Дудамель, Густаво[2]